# Michał (Mudjugin)
Michał, imię świeckie: Michaił Nikołajewicz Mudjugin (ur. 29 kwietnia?/12 maja 1912 w Petersburgu, zm. 28 lutego 2000 tamże) – rosyjski biskup prawosławny.

## Życiorys
Po ukończeniu szkoły średniej w 1930 został robotnikiem w zakładał „Krasnyj Putiłowiec”. Specjalizował się w ciepłownictwie; równolegle z doskonaleniem zajmował stanowiska laboranta, technika-konstruktora i inżyniera. W 1933 ukończył ponadto wyższe kursy języków obcych. W 1946 w trybie zaoocznym ukończył studia na kierunku energetyka w Instytucie Przemysłu Metalowego w Leningradzie. W 1953 uzyskał tytuł kandydata nauk technicznych. Od 1954 do 1958 był docentem w Leningradzkim Instytucie Górniczym.
Po ukończeniu korespondencyjnego kursu teologicznego i zdaniu końcowego egzaminu 21 września 1958 został wyświęcony na diakona, zaś 28 września tego samego roku został kapłanem. Jego decyzja o porzuceniu pracy wykładowcy była szeroko komentowana w prasie leningradzkiej.
Służył początkowo w soborze w Wołogdzie, następnie zaś w cerkwi Kazańskiej Ikony Matki Bożej w Ustiużnym. W 1964 w trybie zaocznym ukończył Leningradzką Akademię Duchowną i został w niej wykładowcą łaciny, następnie zaś także historii Kościołów zachodnich. W 1966 uzyskał tytuł naukowy docenta. 8 października tego samego roku został nominowany na biskupa tichwińskiego, wikariusza eparchii leningradzkiej. Został również rektorem Leningradzkiej Akademii Duchownej. 31 października 1966 złożył wieczyste śluby mnisze, zaś 6 listopada tego samego roku miała miejsce chirotonia biskupia, w której jako konsekratorzy wzięli udział metropolita leningradzki i ładoski Nikodem, arcybiskupi taszkencki i Azji Środkowej Gabriel, miński i białoruski Antoni, biskupi wołogodzki i wielkoustiuski Melchizedek, dmitrowski Filaret oraz zarajski Juwenaliusz. Z inicjatywy metropolity leningradzkiego Nikodema prowadził na Akademii kurs określony oficjalnie jako nauka o konstytucji radzieckiej, w ramach którego przekazywana była wiedza o ustawach antyreligijnych w różnych krajach Bloku Wschodniego. Gdy władze radzieckie zorientowały się w tej sytuacji, wymusiły usunięcie Michała (Mudiugina) z pracy w Akademii.
Uczestnik dialogu ekumenicznego prawosławno-protestanckiego, wielokrotnie reprezentował Rosyjski Kościół Prawosławny w czasie zagranicznych wizyt i pielgrzymek do innych Kościołów prawosławnych. Uczestnik prac Światowej Rady Kościołów.
W 1968 został biskupem astrachańskim, przestając tym samym kierować Leningradzką Akademią Duchowną. Na nowej katedrze został ponownie uznany za hierarchę nielojalnego wobec władz radzieckich, usiłującego obchodzić ograniczającego działalność Cerkwi ustawodawstwo W 1979 przeniesiony na katedrę wołogodzką i wielkoustiuską. Odszedł w stan spoczynku w 1993 roku. Zmarł w 2000 i został pochowany w Petersburgu na cmentarzu Ławry św. Aleksandra Newskiego.
Miał córki Tatianę i Ksieniję.